# قرطيون براوني
قرطيون براوني (الاسم العلمي: Cerithium browni) هو نوع من الرخويات يتبع جنس القرطيون من الفصيلة القرطيونية.